# Maorigoeldia argyropus
Maorigoeldia argyropus är en tvåvingeart som först beskrevs av Walker 1848.  Maorigoeldia argyropus ingår i släktet Maorigoeldia och familjen stickmyggor. Inga underarter finns listade i Catalogue of Life.